# L'Homme qui revient de loin (série télévisée)
Pour les articles homonymes, voir L'Homme qui revient de loin (homonymie).
L'Homme qui revient de loin est une minisérie française en six épisodes de 55 minutes. Cette série est une adaptation de L'Homme qui revient de loin, un roman de Gaston Leroux paru en 1916. 
Diffusée entre le 18 septembre et le 23 octobre 1972 sur la Première chaîne de l'ORTF, elle a été rediffusée sur TF1 en 1975 et 1982 et sur la La Cinquième en 1996 puis en 2024 sur LCP.
En Belgique, elle a été diffusée à partir du 22 mai 1972 sur la RTB, et au Québec à partir du 3 juin 1974 à la Télévision de Radio-Canada. En Italie, elle a été diffusée à partir du 19 août 1977.

## Synopsis
André de la Bossière, un industriel fabriquant des manchons à incandescence, héberge son frère et sa belle sœur, qui ont subi un revers de fortune en Malaisie, dans un grenier à peine aménagé de son usine tandis que lui vit confortablement au château de la Roseraie. À la suite d'un appel téléphonique, il annonce devoir partir toute affaire cessante en voyage aux États-Unis. Après avoir rédigé des procurations confiant à son frère la responsabilité de l'usine et du château, il prend le train à la gare d'Orsay en direction de Bordeaux. Plusieurs mois passent sans qu'il donne signe de vie et une nouvelle vie s'installe à la Roseraie. L'absence d'André s'éternisant, la femme du notaire de la famille s'inquiète et organise une séance de spiritisme au cours de laquelle l'esprit d'André se manifeste, affirmant avoir été assassiné. Peu à peu, des événements d’apparence surnaturelle se succèdent dans la propriété.

## Les épisodes

### Premier épisode
1910, la Belle Époque. Un beau château dans les forêts d'Île-de-France qui appartient à André de La Bossière, industriel qui a fait fortune en fabriquant des manchons incandescents. André est veuf, père de deux enfants confiés à une gouvernante, Mlle Hélier. Il a un frère, Jacques, qui vit sous sa dépendance, presque comme un domestique. Fanny, la femme de Jacques, souffre de ne pas être châtelaine, de manquer d'argent. Jacques n'arrive pas à secouer la tyrannie de son frère.
À la suite d'une malheureuse expérience coloniale, Jacques et Fanny ont été obligés d'accepter la vie médiocre que leur offre André. À André, l'autorité, la fortune, la magnifique propriété de la Roseraie. À Jacques et Fanny, l'humiliation et le logement mansardé de l'usine. Un beau jour, coup de théâtre : André bouleversé annonce soudainement son départ pour l'étranger le jour même. Pourquoi et pour combien de temps, pas un mot d'explication. Seulement une prière : que Jacques viennent habiter la Roseraie et assure en son absence la direction de l'usine. Tout à la joie de leur installation au château, Jacques et Fanny préfèrent ne pas se poser de questions sur les raisons de ce départ précipité qui leur permet de réaliser leur rêve. Cependant, le vieux notaire de la famille, maître Saint-Firmin ne peut s'empêcher d'être intrigué par le comportement de sa très jeune femme Marthe qui a été, semble-t-il, discrètement amoureuse d'André.

### Deuxième épisode
À la suite du départ précipité et incompréhensible d'André, Jacques et Fanny, traités jusque là en parents pauvres ont pris sa place à la Roseraie et à la tête de l'usine du Héron. Marthe, la femme du notaire Saint-Firmin, secrètement amoureuse d'André est la seule à s'inquiéter réellement de l'absence du châtelain dont personne n'a eu de nouvelles depuis son départ. La police, finalement alertée par Jacques conclut à un départ volontaire et chacun paraît se satisfaire de cette explication. Cependant, lors d'une réception à la Roseraie, la femme du notaire provoque une séance de table tournante au cours de laquelle un esprit se manifeste, celui d'André, qui déclare avoir été assassiné. Imagination due au cerveau malade de la jeune Marthe ou réelle manifestation de l'au-delà, chacun se pose la question et y répond à sa façon.

### Troisième épisode
L'incompréhensible disparition du châtelain de la Roseraie a permis à Jacques et Fanny de prendre sa place à la tête de ses affaires. L'attrait de cette situation nouvelle et inespérée a déjà presque fait oublier l'absent, quand Marthe, très affectée par le départ d'André commence à parler d'assassinat et de fantôme. Folie ou médiumnité, le docteur Moutier hésite. Jacques réagit avec une violence disproportionnée. Bientôt Fanny s'aperçoit du trouble de Jacques. Après une rapide enquête, elle met Jacques dans l'obligation de lui avouer son forfait et de lui raconter son crime. Le cadavre d'André est bien enfermé dans une malle enterrée au fond de la cave. Fanny révèle la trempe exceptionnelle de son caractère et, prenant en main les destinées du couple, elle s'apprête à combattre morts et vivants.

### Quatrième épisode
Les événements d'apparence surnaturelle se succèdent à la Roseraie après la disparition d'André. Fortement ébranlé par le climat fantastique qui l'environne, Jacques, frère du disparu a fini par avouer à Fanny son terrible secret : pour échapper à la médiocrité à laquelle ils étaient condamnés, il a tué André. Malgré la volonté de la jeune femme de faire front, une menace grandissante plane sur le couple : la jeune Marthe, la femme du notaire Saint Firmin se prétendant la porte-parole du fantôme d'André fait des révélations de plus en plus précises et inquiétantes. Jacques, dans de mystérieuses conditions, est trouvé le cœur percé d'une balle, ayant apparemment tenté de se suicider. Le docteur Moutier risque sur place une opération désespérée. Jacques est ramené à la vie mais risque de sombrer dans la folie, croyant avoir été tué par le fantôme d'André et revenir de chez les morts.

### Cinquième épisode
Depuis que Jacques a tué son frère André pour se libérer de son emprise, les événements surnaturels se sont succédé à la Roseraie. Jacques, mystérieusement blessé d'une balle au cœur a été sauvé in extrémis par une opération audacieuse du docteur Moutier. Mais malgré les efforts de sa femme Fanny, il sombre lentement dans la folie et croit voir partout le fantôme de son frère. Cependant Marthe semble connaître d'accablants détails sur l'assassinat d'André et prétend les tenir du fantôme de celui-ci. L'affaire commence à s'ébruiter et la presse s'en mêle. Le jeune journaliste Darbois se montre particulièrement curieux. Sentant le danger, Fanny tente de le devancer et prend la décision de supprimer Marthe qui en sait décidément trop. C'est alors que le fantôme d'André lui apparait à elle aussi, l'empêchant de commettre son crime. Le monde devient un cauchemar pour Jacques et Fanny, traqués par Darbois qui commence à soupçonner la vérité.

### Sixième épisode
Au danger que représentent déjà pour Jacques et Fanny les menaces des puissances surnaturelles s'ajoute maintenant celui, tout aussi pressant, de la justice des hommes. Les journalistes entraînant la police à leur suite, ont flairé la piste. Fanny n'est pas au bout de ses peines. La tempête tant redoutée ne tarde pas à éclater.

## Fiche technique
- Titre : L'Homme qui revient de loin
- Réalisation : Michel Wyn
- Adaptation et dialogues : Claude Desailly
- Musique : Georges Delerue
- Directeur de la photo : Didier Tarot
- Montage : Denise Charvein
- Créateur des décors : Eric Simon
- Créateur des costumes : Claude Catulle
- Maquillage et coiffure : Nguyen Thi-Loan
- Premier assistant réalisateur : Michel Sales
- Caméraman : Jacques Mironneau
- Deuxième assistant réalisateur : Jean-Pierre Ghys
- Troisième assistant réalisateur : Patrick Brunie
- Son : Gérard Thain assisté de  Gérard Dacquay
- Directeur de production : Serge Friedman
- Date de première diffusion :  France : 18 septembre 1972 (ORTF)

## Distribution
- Alexandra Stewart : Fanny de la Bossière
- Louis Velle : Jacques de la Bossière
- Cyrille Benoit : Jacquot, leur fils
- Marie-Hélène Breillat : Marthe, Mme Saint Firmin
- Roland Armontel : Saint Firmin, le notaire
- Patrick Préjean : Gaston, le chauffeur de la Roseraie
- Michel Vitold : André de la Bossière
- Stanislas Robiolles : François, son fils
- Carole Giron : Germaine, sa fille
- Henri Crémieux : la Mérinière, un ami de la famille
- Pierre Leproux : le Dr Moutier
- Martine de Breteuil : Mlle Hélier, préceptrice des enfants d'André de la Bossière et spirite
- Claude Desailly : Prosper le braconnier
- Patricia Lesieur : Catherine, la première femme de chambre de la Roseraie
- Marie-Jeanne Gardien : Rose, le seconde femme de chambre de la Roseraie
- Jeanne Herviale : Berthe, la cuisinière de la Roseraie
- Hubert de Lapparent : Basile, le majordome de la Roseraie
- Lucien Hubert : Ferrand, le gardien de l'usine
- Marco Perrin : le Dr Dufour
- Guy Hoffmann : le commissaire Varin
- Héléna Manson : Alphonsine, la cuisinière du notaire
- Jean-Paul Tribout : le journaliste Darbois
- François Castang : L'apprenti
- Jacques Ciron : Bordas, le directeur du magasin
- Jacques Brunet : Un journaliste
- Paul Bonifas : Juste, le jardinier de la Roseraie
- Pierre Frag : Un journaliste
- Serge Dhénin : Piéchut, le cheminot
- Gilles Guillot : Un journaliste
- Albert Michel : M. Moiner, le tapissier
- Jean-Gabriel Nordmann : Un journaliste
- Gérard Chevalier : le commentateur résumant les épisodes

## Autour de la série
Il s'agit de la troisième adaptation du court roman de Gaston Leroux après celles de 1919 signée Gaston Ravel et de 1949 de Jean Castanier, toutes deux pour le cinéma.
La série fut tournée en grande partie au château de Breteuil, demeure des ancêtres du mari d'une des comédiennes (Martine de Breteuil).
Dans la version cinématographique de 1949 réalisée par Jean Castanier, Henri Crémieux interprétait le rôle du notaire Saint Firmin. En 1972, le rôle est repris par Roland Armontel et Crémieux joue celui d'un personnage secondaire, La Mérinière.
Claude Desailly a considérablement remanié le roman bien trop court de Gaston Leroux, en en changeant l'intrigue et surtout le dénouement, enrichissant considérablement l'aspect mystère et fantastique.
C'est le troisième feuilleton à succès de l'année 1972 pour Louis Velle après La Demoiselle d'Avignon et Le 16 à Kerbriant.
À l'occasion de ce feuilleton, Claude Desailly remarque Jean-Paul Tribout qu'il engagera l'année suivante pour tenir le rôle de Pujol dans Les Brigades du Tigre.
Le nom de l'acteur qui incarne Gerbaud, l'adjoint du commissaire Varin, n'est pas crédité au générique.
Lors de ses diffusions, le feuilleton a toujours été présenté en six épisodes de 55 minutes avec les épisodes deux à six des résumés par le comédien Gérard Chevalier . A l'occasion de l'édition en DVD en 2012, un nouveau montage nous est proposé, en treize épisodes de 26 minutes. On y entend donc douze nouveaux résumés d'épisodes par une nouvelle voix off non précisée.

## Anecdotes
- Dans Génération Séries N°44 page 45 octobre 2003[6], dans un dossier consacré à la série par Marc Georges, Claude Desailly raconte que pendant le tournage , maquillé et costumé en Prosper, attendant de tourner dans le parc du château de Breteuil, une dame, le prenant pour un véritable mendiant, lui expliqua gentiment que l'on tournait un film, et qu'il ne pouvait donc rester là. Elle le raccompagna alors jusqu'à la grille!

- Patricia Lesieur a raconté qu'elle tournait simultanément le rôle de Marie-Antoinette dans Joseph Balsamo et celui de Catherine dans la série.

- Francine Bergé fut pressentie pour le rôle de Fanny. Elle répétait une pièce qui, pensait-elle, serait sortie de l'affiche au début du tournage. Mais celle-ci eut du succès et l'on joua les prolongations. Il fallut donc la remplacer. Le choix se porta sur Alexandra Stewart. (source Génération Séries N°44 page 45 )[6].

- À la suite du succès du feuilleton, Claude Desailly envisagea d'adapter un autre roman de Gaston Leroux, Le Fantôme de l'Opéra, mais le projet n'aboutit pas. (source Génération Séries N°44 page 45 )[6].

## Editions vidéo
- Coffret VHS Koba Films Vidéo/AB/INA/Warner Home Video en deux cassettes édité en 1996 (métrage séparé en deux épisodes). Durée : 320 minutes. La deuxième cassette reprend l'intrigue au début de l'épisode 4 à la télévision et 7 sur l'édition DVD de 2012.
- Coffret DVD Koba Films en deux disques édité le 6 juin 2012 en 13 épisodes de 26 minutes 5 heures 40[7]

La différence de durée entre les deux éditions tient à l'absence de résumés dans le coffret de deux cassettes vidéo.